# Lignes de front
Pour plus de détails, voir Fiche technique et Distribution.
Lignes de front est un film français réalisé par Jean-Christophe Klotz et sorti en 2009.
Jean-Christophe Klotz relate dans ce film son expérience de reporter-caméraman lors du génocide des Tutsis au Rwanda. Outre les atrocités dont il est témoin, le film souligne aussi l'indifférence générale dans laquelle le génocide a eu lieu pendant les premières semaines, ainsi que le rôle controversé du gouvernement français, très engagé dans le conflit qui opposait alors les forces rebelles du Font Patriotique Rwandais FPR et les autorités gouvernementales rwandaises.

## Synopsis
Au printemps 1994, Antoine Rives, journaliste indépendant, tourne un reportage sur les rapatriés du Rwanda. Il rencontre alors Clément, étudiant rwandais, dont la fiancée, Alice, a disparu. Antoine le convainc de repartir avec lui au Rwanda à sa recherche et de le laisser filmer son périple. Un pacte qui s'avère intenable face au chaos dans lequel ils vont se trouver plongés. 

## Fiche technique
- Titre : Lignes de front
- Réalisation : Jean-Christophe Klotz
- Scénario : Jean-Christophe Klotz et Antoine Lacomblez
- Photographie : Hélène Louvart
- Musique : Jean-Christophe Klotz
- Montage : François Gédigier
- Son : François Waledisch
- Décors : Mathieu Menut
- Costumes : Bethsabée Dreyfus
- Production : Yaël Fogiel et Laetitia Gonzalez
- Société de production : Les Films du poisson, en association avec la SOFICA Cofinova 5
- Société de distribution : BAC Films (France)
- Pays de production :  France
- Langue originale : français
- Format : couleur - 1,85:1
- Durée : 92 minutes
- Dates de sortie :
  - Suisse : 9 août 2009 (Festival international du film de Locarno)
  - France : 27 mars 2010 (Festival du film d'aventures de Valenciennes) ; 31 mars 2010 (sortie nationale)

## Distribution
- Jalil Lespert : Antoine Rives
- Cyril Gueï : Clément
- Patrick Rameau : le capitaine Jonassaint
- Peter Hudson : le général Hillaire
- Eriq Ebouaney : Monsieur-la-Bête
- Philippe Nahon : le père François
- Jean-François Stévenin : Marchand, le patron d'Antoine
- Jean-Baptiste Tiémélé : Honoré, le père de Clément
- Gilles Kneusé : le chirurgien